# Artace
Genre
Artace est un genre de lépidoptères (papillons) de la famille des Lasiocampidae. Ce genre est parfois classé dans la sous-famille des Poecilocampinae. Ces papillons sont familièrement appelés des « papillons caniches ».

## Liste d'espèces
Selon Catalogue of Life (17 juin 2016) :
- Artace aemula Draudt, 1927
- Artace albicans Walker, 1855
- Artace anula Schaus, 1892
- Artace argentina Schaus, 1924
- Artace athoria Schaus, 1936
- Artace cinerosipalpis Bryk, 1953
- Artace colaria Franclemont, 1973
- Artace connecta Draudt, 1927
- Artace coprea Draudt, 1927
- Artace cribraria Ljungh, 1825
- Artace etta Schaus, 1936
- Artace helier Schaus, 1924
- Artace lilloi Giacomelli, 1911
- Artace litterata Dognin, 1923
- Artace melanda Schaus, 1936
- Artace menuve Schaus, 1924
- Artace meridionalis Schaus, 1892
- Artace muzophila Dognin, 1916
- Artace nigripalpis Dognin, 1923
- Artace obumbrata Köhler, 1951
- Artace pelia Schaus, 1936
- Artace punctivena Walker, 1855
- Artace randa Schaus, 1936
- Artace regalis Jones, 1921
- Artace rosea Draudt, 1927
- Artace schreiteria Schaus, 1936
- Artace sisoes Schaus, 1924
- Artace thelma Schaus, 1936

Selon BioLib (17 juin 2016) :
- Artace albicans Walker, 1855
- Artace colaria Franclemont, 1973
- Artace cribraria (Ljungh, 1825)

Selon NCBI (17 juin 2016) :
- Artace cribraria

## Papillon caniche
En 2009, la photo d'un papillon blanc velu aux grands yeux noirs, identifié provisoirement comme « Artace sp. peut-être Artace cribaria », est momentanément un mème sur internet. Dans les médias relayant l'anecdote,  il est rebaptisé « papillon caniche du Venezuela », et cette nouvelle espèce potentielle, dont la photo est sous copyright, est associée à des illustrations plus ou moins fantaisistes. On croise notamment Bombyx mori - le Bombyx du mûrier du ver à soie - ou Diaphora mendica, et même une figurine en feutre. En 2016 une thèse le prend comme exemple d'information magnifiée et de falsification de l'illustration qui tendent à donner une perception distordue de la réalité sur Internet.

## Publication originale
- (la + en) Walker, 1855 : List of the specimens of lepidopterous insects in the collection of the British Museum. vol. 6, p. 1491 (texte intégral).